# Dream (YouTuber)
Dream (* 12. August 1999, Orlando (Florida) bürgerlicher Vorname Clay) ist ein US-amerikanischer YouTuber und Livestreamer, der vor allem durch Minecraft-Inhalte an Bekanntheit gewann.

## Karriere
Dream gewann hauptsächlich in den Jahren 2019 und 2020 an Popularität, indem er Videos bezüglich des Spieles Minecraft veröffentlichte. Er ist bekannt für seine YouTube-Serie Minecraft Manhunt (engl. Minecraft Verfolgung) und seine Speedruns von Minecraft. Auch Inhalte, die auf seinem Minecraft-Server Dream SMP erstellt wurden, haben große Aufmerksamkeit erlangt. Bis Dezember 2021 haben seine sieben YouTube-Kanäle zusammen über 39 Millionen Abonnenten und über 2,9 Milliarden Aufrufe erreicht. YouTube verlieh Dream den Streamy Award für Gaming in den Jahren 2020 und 2021.

### YouTube
Dream erstellte sein YouTube-Konto am 8. Februar 2014 und begann im Juli 2019 regelmäßig Inhalte hochzuladen.
Im Juli 2019 entdeckte Dream, mithilfe von Reverse-Engineering-Techniken, den Seed einer Minecraft-Welt, in der der YouTuber PewDiePie spielte. Im November 2019 veröffentlichte Dream eines seiner ersten viralen Videos mit dem Titel „Minecraft, But Item Drops Are Random And Multiplied…“, das bis Januar 2021 über 49 Millionen Aufrufe erreichte. Im Dezember 2020 veröffentlichte YouTube anstelle seiner jährlichen YouTube Rewind-Serie eine Liste seiner angesagtesten Videos und YouTuber. Auf der US-Liste stufte YouTube das Video „Minecraft Speedrunner VS 3 Hunters GRAND FINALE“ von Dream als „Top Trending Video“ auf Platz sieben und Dream als „Top Creator“ auf Platz zwei und als „Breakout Creator“ auf Platz eins ein. Mit rund 700.000 Livezuschauern wurde ein Youtube-Stream Dreams der sechstgrößte Gaming-Stream aller Zeiten.
In einem Polygon-Artikel vom Dezember 2020 wurde sein Kanal als der „derzeit größte Gaming-Kanal von YouTube“ beschrieben und in einem Artikel von Business Insider vom Januar 2021 wird das Wachstum Dreams in den Jahren 2019 und 2020 mit „seinem Verständnis des YouTube-Algorithmus“ und damit, dass „er seine Keywords an den richtigen Stellen platziert, Trends nutzt und Thumbnails erstellt, die Fans anklicken wollen“ erklärt.
Dream produziert ein Großteil seiner Inhalte zusammen mit den YouTubern Sapnap und GeorgeNotFound als „Dream Team“. Darüber hinaus pflegte er eine freundschaftliche Rivalität mit dem Minecraft-YouTuber Technoblade.

### Minecraft Manhunt
Die bekannteste und meistgesehene Serie von Dream ist Minecraft Manhunt. In Minecraft Manhunt versucht ein Spieler – normalerweise Dream – das Spiel so schnell wie möglich zu beenden, ohne zu sterben, während ein anderer Spieler oder ein Team von Spielern (die „Jäger“) versucht, den Spieler an der Vervollständigung des Spiels zu hindern, indem sie ihn töten. Die Jäger besitzen jeweils einen Kompass, der auf den Standort des Spielers zeigt, und dürfen unbegrenzt respawnen. Die Jäger gewinnen das Spiel, wenn der Gejagte stirbt, bevor er den Enderdrachen besiegt.
Am 26. Dezember 2019 hat Dream das erste Video dieser Reihe mit dem Titel „Beating Minecraft But My Friend Tries to Stop Me“ hochgeladen. Dream wiederholte diesen Videostil später bei vielen Gelegenheiten und erhöhte die Zahl der Jäger im Laufe der Zeit.
Viele der Manhunt-Videos haben zig Millionen Aufrufe erhalten. Eines seiner Manhunt-Videos belegte den sechsten Platz in den Top-Trending-Videos von YouTube im Jahr 2020. Bis Februar 2022 hat eines von Dreams Manhunt-Videos über 108 Millionen Aufrufe generiert.

### Dream SMP
Im April 2020 erstellten Dream und GeorgeNotFound den Dream SMP, einen privaten Survival Multiplayer (SMP) Minecraft-Server. Im Laufe der Zeit wurden andere prominente Ersteller von Minecraft-Inhalten außerhalb des „Dream Teams“ auf den Server eingeladen, darunter TommyInnit und Wilbur Soot.
Das Dream SMP ist bekannt für sein Rollenspiel, bei dem Großveranstaltungen lose im Voraus geskriptet werden und die meisten anderen Elemente aus Improvisation entstehen, die live auf YouTube und Twitch gestreamt werden. Im Januar 2021 schalteten über 1 Million Menschen in Dream-SMP-Livestreams ein.

### Minecraft-Wettbewerbe
Im Laufe des Jahres 2020 war Dream ein prominenter Teilnehmer an der Minecraft Championship, einem monatlichen Minecraft-Wettbewerb, der von Noxcrew organisiert wird. Im Jahr 2020 belegte Dream bei den 8. und 11. Minecraft-Meisterschaften den ersten Platz. Im September 2020 nahm er während der 10. Minecraft-Meisterschaft für wohltätige Zwecke teil und sammelte rund 3.400 US-Dollar.

### Dreamburger
Am 26. April 2021 veröffentlichte die Fast-Food-Restaurantkette MrBeast Burger von YouTuber MrBeast in Zusammenarbeit mit Dream den Dream Burger als zeitlich begrenzte Ergänzung seiner Speisekarte.

### Musik
Am 4. Februar 2021 veröffentlichte Dream in Zusammenarbeit mit PmBata seinen ersten Song mit dem Titel Roadtrip, der auf YouTube über 25 Millionen Aufrufe erzielte.
Am 20. Mai 2021 veröffentlichte Dream seinen zweiten Song mit dem Titel Mask, der bei YouTube über 24,7 Millionen Aufrufe erzielte. Ein animiertes Musikvideo für Mask wurde im Juni desselben Jahres veröffentlicht, allerdings später wieder gelöscht. Das Lied und das Musikvideo wurden für ihre Texte und den Animationsstil kritisiert.
Am 19. August 2021 veröffentlichte Dream seinen dritten Song mit dem Titel Change My Clothes in Zusammenarbeit mit dem amerikanischen Singer-Songwriter Alec Benjamin, der bei YouTube über 8,3 Millionen Aufrufe erzielte.
2023 veröffentlichte Dream sein erstes Album To whoever Wants to Hear, darunter auch der Song Until I End Up Dead, den er in Zusammenarbeit mit Techno-Dad (Technoblades Vater) produziert hat, an Erinnerung an seinen verstorbenen Freund und Kollegen.

## Persönliches
Indem er sein Gesicht bis 2022 nicht zeigte, schützte Dream seine Identität bisher, womit viele Aspekte seines persönlichen Lebens bis heute unbekannt sind. Durch kleinere Bekanntmachungen ist allerdings sein Vorname „Clay“ bekannt und dass er seit 2021 in Orlando, Florida lebt. Des Weiteren hat Dream öffentlich über seine Diagnose mit ADHS gesprochen. Er hat außerdem eine kleine Schwester, die unter dem Namen „Drista“ bekannt ist. Tommyinnit hat in seinem Video „I spoke to Dream's Sister“ ihr den Namen Drista gegeben, er hat die Worte „Dream“ und „Sister“ (deutsch:Schwester) zusammengetan und daraus entstand „Drista“.
Am 2. Oktober 2022 veröffentlichte Dream ein Video mit dem Titel „hi, I‘m Dream.“, in welchem er sein Gesicht erstmalig zeigte und ankündigte mehr als Person in der Öffentlichkeit wirken zu wollen.
Am 9. Juni 2023 veröffentlichte Dream ein neues Video „bye, from Dream“, in dem er sein Video mit seinem Facereveal zurückzog, da er viel Hate für sein Aussehen bekommen hatte. Mittlerweile sind aber beide Videos wieder auf seinen Hauptkanal und er zeigt sich, unter anderem, in Videos, die auf dem Kanal seines besten Freundes Sapnap zu sehen sind.

## Öffentlichkeitswirkung und Kontroversen
Eine Umfrage von SurveyMonkey aus dem Jahr 2021 ergab, dass Dream sowohl einer der beliebtesten als auch der unbeliebtesten YouTuber auf der Plattform ist. Dabei gaben 59,7 % der Befragten an eine positive Meinung von ihm zu haben, während 22,1 %, eine negative Meinung vertraten.
Am 1. Januar 2021 wurde durch Fans der Wohnort Dreams veröffentlicht. Am 7. Januar sprach Dream das Doxing an und wies die Anschuldigungen seiner ehemaligen Freundin gegen ihn zurück.
Am 25. März 2021 tauchte online ein Clip aus einem jetzt privaten Video wieder auf, das ein Minecraft-Konto mit dem Benutzernamen „Dream“ zeigt, welches das Wort „Nigger“ verwendet. Der Clip erregte Aufmerksamkeit auf Twitter und Reddit. Dream postete als Antwort einen Tweet, in dem er behauptete, dass die Person im Video nicht er sei.
Am 30. Juni 2021 gab Dream bekannt, dass er 140.000 US-Dollar (90.000 US-Dollar aus Fanbeiträgen und 50.000 US-Dollar vom Dream Team) an The Trevor Project, eine LGBT-Jugendwohltätigkeitsorganisation, gespendet hatte. Zuvor war Dream dafür kritisiert worden, dass er angekündigt hatte alle Einnahmen aus seinen Streams im Juni an diese Wohltätigkeitsorganisation gehen würden, während er dann in diesem Monat nicht länger als einen einzigen Tag streamte.
Ende August 2021 spendete Dream als Reaktion auf die Krebsdiagnose von Technoblade 21.409 US-Dollar für die Krebsforschung.

### Speedrunning-Skandal
Anfang Oktober 2020 übertrug Dream einen Minecraft-Speedrun per Livestream und reichte eine seiner Zeiten bei speedrun.com ein, die ihm dafür den 5. Platz für den Rekord in der Kategorie „1.16+ Random Seed Glitchless“ anerkannten. Vorwürfe des Betrugs gegen Dream bezüglich dieses Speedruns tauchten erstmals am 16. Oktober auf, als ein anderer Minecraft-Speedrunner in inzwischen gelöschten Tweets berichtete, dass er bei einem der von Dream eingereichten Speedrunning-Versuche erhöhte Drop-Raten für wichtige Gegenstände beobachtet habe. Dream antwortete am 29. Oktober in inzwischen gelöschten Tweets und argumentierte, dass er keinen Grund zum Betrügen habe, dass er nicht über das Programmierwissen verfüge, um diese Drop-Raten zu erhöhen, und dass verdächtig wirkende Daten selektiv herausgepickt würden.
Am 11. Dezember 2020 entfernte das Minecraft-Verifizierungsteam von speedrun.com nach einer zweimonatigen Untersuchung seinen Beitrag aus den Bestenlisten. Das Team veröffentlichte einen Bericht zusammen mit einem 14-minütigen Video auf YouTube, in dem sechs archivierte Livestreams von Speedrunning-Sessions von Dream aus der Zeit der Aufzeichnung analysiert wurden. Das Team kam zu dem Schluss, dass das Spiel modifiziert worden war, um die Chance, bestimmte Gegenstände zu erhalten, die zum Beenden des Spiels erforderlich sind, zu erhöhen. Sie argumentierten, dass die Wahrscheinlichkeit, die Gegenstände rechtmäßig in solchen Raten zu erhalten, bei 1 zu 7,5 Milliarden liege.
In einem YouTube-Video behauptete Dream, die Anschuldigungen seien falsch. Als Antwort auf den Bericht von speedrun.com gab Dream einen Bericht eines anonymen Statistikers in Auftrag, der argumentierte, dass die tatsächliche Wahrscheinlichkeit, dass Dream die Gegenstände rechtmäßig erhalten habe, 1 zu 10 Millionen beträge. Dot Esports schrieb darauf, dass der Bericht ihn nicht entlaste und „höchstens“ darauf hindeute, dass es nicht unmöglich sei, dass er Glück gehabt habe. Das Moderationsteam blieb bei seiner Entscheidung und widerlegte den Bericht von Dream. In einem Tweet deutete Dream an, dass er ihre Entscheidung akzeptieren würde, ohne einen Fehler einzugestehen. Am 4. Februar 2021 veröffentlichte der YouTube-Mathematiker Matt Parker ein Video über die Kontroverse, das die Schlussfolgerungen der Moderatoren unterstützt.
Am 30. Mai 2021 gab Dream in einer schriftlichen Erklärung an, dass er tatsächlich eine „nicht erlaubte Modifikation“ verwendet hatte, die die Drop-Wahrscheinlichkeiten von Gegenständen veränderte, obwohl er behauptete, dass das Hinzufügen der Modifikation unbeabsichtigt war. Ihm zufolge war diese Diskrepanz das Ergebnis einer unbekannten Änderung an einem Client-Mod, der für seinen YouTube-Kanal geschrieben wurde. In seiner Erklärung sagte er, dass die Item-Modifikationen vom Entwickler der Mod geändert wurden und dass ihm die Verwendung bis Februar 2021 nicht bekannt war. Nachdem er von dem Zusatz erfahren hatte, löschte er seine Videoantwort an die Moderatoren von speedrun.com. Dream erklärte, dass er seine Entdeckung der Modifikation damals nicht öffentlich erwähnt habe, weil er „das Gefühl hatte, dass die Community genug Drama durchgemacht hatte und dass es sinnlos war“. Er wollte auch „nicht zum hundertsten Mal im Mittelpunkt der Kontroversen stehen“ und dachte, „es wäre eine Geschichte, die ich in ein paar Jahren erzählen würde, wenn es niemanden wirklich interessierte.“